# Vicopisano
Vicopisano é uma comuna italiana da região da Toscana, província de Pisa, com cerca de 7.907 habitantes. Estende-se por uma área de 26 km², tendo uma densidade populacional de 304 hab/km². Faz fronteira com Bientina, Buti, Calci, Calcinaia, Cascina, San Giuliano Terme.

## Demografia
| Variação demográfica do município entre 1861 e 2011                               |
|                                                                                   |
| Fonte: Istituto Nazionale di Statistica (ISTAT) - Elaboração gráfica da Wikipedia |